# チェーティル・アンドレ・オーモット
チェーティル・アンドレ・オーモット（Kjetil André Aamodt、1971年9月2日 - ）は、ノルウェー、オスロ出身の元アルペンスキー選手。1990年代から2000年代に活躍しオリンピックと世界選手権で合わせて20個ものメダルを獲得した。日本では「ケトル（ケティル）・アンドレ・オモット」と紹介されることもある。

## 人物
1990年アルペンスキージュニア世界選手権で、滑降、スーパー大回転、複合の3冠を獲得し、同年アルペンスキー・ワールドカップにデビュー。1991年、オーストリア・ザールバッハで行われたアルペンスキー世界選手権で、スーパー大回転2位となり注目を浴びた。
しかし、その後病気で低迷。1992年アルベールビルオリンピックの3ヶ月前まで入院し、11kg体重が落ちた。しかし、2ヵ月後にトレーニングに戻り、その6週間後にアルベールビルオリンピックのスーパー大回転で優勝。ノルウェーに40年ぶりのアルペンスキーのオリンピックメダルをもたらした。また、大回転でも銅メダルを獲得した。
1993年の世界選手権盛岡雫石大会では、大回転と回転で優勝、複合で2位となり、この世界選手権でもっとも活躍した選手として記憶されている。1992-1993シーズンのワールドカップでは大回転と回転の種目別総合で優勝、全体総合で2位となった。
1994年のリレハンメルオリンピックでは、滑降と複合で銀、スーパー大回転で銅メダルと、3つのメダルを獲得した。ワールドカップでは全体総合優勝を果たした。
1996年アルペンスキー世界選手権（スペイン、シェラネバダ）では、スーパー大回転で銅メダルを獲得。
1997年アルペンスキー世界選手権（イタリア、セストリエール）では、複合で金メダルを獲得した。
1998年、長野オリンピックでは、スーパー大回転での5位が最高と低迷した。
1999年アルペンスキー世界選手権（アメリカ、ヴェイル）では複合で金メダル、滑降で銅メダルを獲得した。
2001年アルペンスキー世界選手権（オーストリア、サンクト・アントン）では複合で金メダルを獲得。大回転でも銀メダルを獲得した。
2002年のソルトレイクシティオリンピックではスーパー大回転と複合で金メダルを獲得。
2003年アルペンスキー世界選手権（スイス、サンモリッツ）では、滑降で銀メダル、複合で銅メダルを獲得。
2006年、トリノオリンピックでは滑降4位、スーパー大回転ではオリンピック4個目の金メダルを獲得した。
日本のスキー雑誌にも度々技術が解説される事があったが、競技中ではないフリースキー中になぜか常時舌をだしながら滑る癖がある。また一時は夏季の練習場所としてららぽーとスキードームSSAWSを愛用していたなど、実は日本との縁が少なくない選手である。
アルペンスキー・ワールドカップ通算21勝（2位21回、3位20回）、総合優勝1回、総合2位5回。

## ミスター・メダリスト
オーモットはオリンピックと世界選手権を合わせて通算9個の金メダルを獲得したが、回転、大回転、スーパー大回転、複合と来て、滑降だけは銀メダルに甘んじた。
2003年、スイス・サンモリッツでの世界選手権。その滑降競技で、コース終盤までトップのタイムを刻んでおきながら、大きなミスを犯して銀メダル止まり、わずかの差で金メダルを逃してしまった。そのときの共同記者会見で、オーモットは残念そうに、こう感想を述べた。「金メダルは買うことにした」と。そして、隣に座っていた金メダルのミヒャエル・ヴァルヒホーファーに、「そこで話があるんだが、いくらで譲ってくれるんだい?」と言ったジョークは有名。
2003年、獲得した19個のメダルがノルウェーのオスロにある自宅の金庫から盗まれる被害に遭ったが、その後発見されて手元に戻った。
2007年1月、『もう肉体的にも精神的にも競技は続けられない』と35歳で現役を引退した。